# Colonia 18 de Julio
Colonia 18 de Julio es una localidad uruguaya del departamento de Salto. Administrativamente pertenece al municipio de San Antonio.

## Ubicación
La localidad se encuentra situada en la zona suroeste del departamento de Salto, sobre la ruta 3 y junto a las vías del ferrocarril de la antigua línea Salto-Bella Unión, 10 km al noreste de la capital departamental Salto, y próximo al arroyo San Antonio Grande.

## Población
Según el censo de 2011 la localidad contaba con 750 habitantes.
| 398           | 706 | 750 |
| (Fuente: INE) |     |     |